# Gonobelus sinensis
Gonobelus sinensis är en mångfotingart som beskrevs av Carl Graf Attems 1936. Gonobelus sinensis ingår i släktet Gonobelus och familjen orangeridubbelfotingar. Inga underarter finns listade i Catalogue of Life.